# Slag bij de Hydaspes
De Slag bij de Hydaspes was een veldslag bij de rivier Jhelum (Hydaspes) in 326 v.Chr. tussen Alexander de Grote en Porus.
Alexander de Grote trok voort vanuit Afghanistan naar het zuiden, richting de Indische Oceaan. Bij zijn tocht langs de rivier de Hydaspes ontmoette hij koning Porus, een Indiase koning die met zijn leger Alexander tegemoet ging. Rond die tijd van het jaar was de Hydaspes een rivier vol water door de moessonregens. De Perzen hadden een streek onderworpen die nu door de vazalvorst Taxiles werd geregeerd. Deze had last van zijn onafhankelijke buurman Poros en vroeg steun van Alexander.
Poros, die zijn machtscentrum ten zuiden van Taxiles' gebied had, wachtte hem op met een sterk leger. De grootte van het Indische leger is door de geschiedschrijvers Arrianus, Quintus Curtius Rufus, Diodorus Sicullus en Plutarchus vermeld. Ongeveer 30.000 man voetvolk werd opgesteld, 4000 cavaleristen en 200 krijgsolifanten. Waarschijnlijk streden er ook nog 300 strijdwagens mee. Alexander de Grote had zelf 5000 Indische en Aziatische bondgenoten, maar het grootste deel van zijn leger bestond nog altijd uit de 40.000 Macedonische infanterie en de zogenaamde Gezellen (de cavalerie onder Alexander) die samen met hun koning de Hellespont waren overgetrokken, intussen al bijna 10 jaar voordien. Tijdens een nachtelijke mars – niet ongewoon voor Alexander – leidde hij zijn leger naar de oostkant van de rivier, de zijde waar Poros zijn kamp had opgeslagen. Alexander hield 5000 infanteristen en een deel van zijn cavalerie achter bij zijn eigen kamp onder leiding van Meleager en Craterus, voor het geval dat Poros de rivier daar zou oversteken en het Macedonische kamp overvallen en plunderen.
Net toen Alexanders mannen de rivier hadden overgestoken, werden ze vanaf de linkerflank aangevallen door een eenheid Indische infanterie en cavalerie, maar Alexander wist die aanval af te slaan en de vijand met hevige verliezen te doen vluchten. Toen Poros dit vernam, trok hij met zijn hoofdmacht naar het noorden, Alexanders leger tegemoet. Ook hij liet, net als zijn Macedonische tegenstanders, een eenheid achter die het kamp moest bewaken. Rond het middaguur kwamen beide legers elkaar tegen. Beide legers stelden zich in de gebruikelijke slagorde op: het voetvolk in het midden, de cavaleristen aan beide flanken. Poros stelde zijn 200 krijgsolifanten op in een linie voor zijn infanterie.
Alexanders rechterflank nam het offensief en zijn boogschutters te paard schoten salvo's pijlen op de linkerflank van de Indiërs. De Gezellen (onder leiding van Alexander, Hephaestion, Demetrios en Koenos) versloegen de Indische cavalerie op de rechterflank. Toen de cavalerie van de Indische rechterflank te hulp kwam, reden Koenos en Demetrios hen tegemoet en ook zij overwonnen de Indiërs. Intussen kwam het Indische centrum onder bedreiging van de Macedonische falanx en hun boogschutters. Poros zat met speer en pijl-en-boog op een olifant en blies de aanval. De Macedonische falanx werd serieus bedreigd door de olifanten, maar dankzij Alexanders omsingelingsmanoeuvre met zijn Gezellen werden de Indiërs nu zowel langs voor als langs achteren bedreigd en moesten dus vluchten voor hun leven. De olifanten begonnen oncontroleerbaar te worden en Craterus' troepen staken de rivier over en voegden zich bij de rest van het Macedonische leger in de veldslag.
Poros vluchtte, maar Alexander stuurde een bode voor onderhandelingen. De eerste maal sloeg de Indische koning het bod af door zijn speer van bovenaf de olifant te smijten naar de bode, maar de tweede maal gaf hij toe en steeg af. Beide koningen kwamen tot een vergelijk en werden elkaars bondgenoot. In de slag was Bucephalus, het paard van Alexander, omgekomen. Alexander stichtte als aandenken de stad Bucephala.
Met de overwinning werd een groot deel van de Punjab aan Alexanders rijk toegevoegd. Hoewel verslagen, werd Poros door Alexander grotendeels in ere hersteld en Alexander liet Poros en Taxiles met elkaar verzoenen.
Na de veldslag trok Alexander terug naar Babylon waar hij drie jaar later zou overlijden.